# Elitettan de 2015

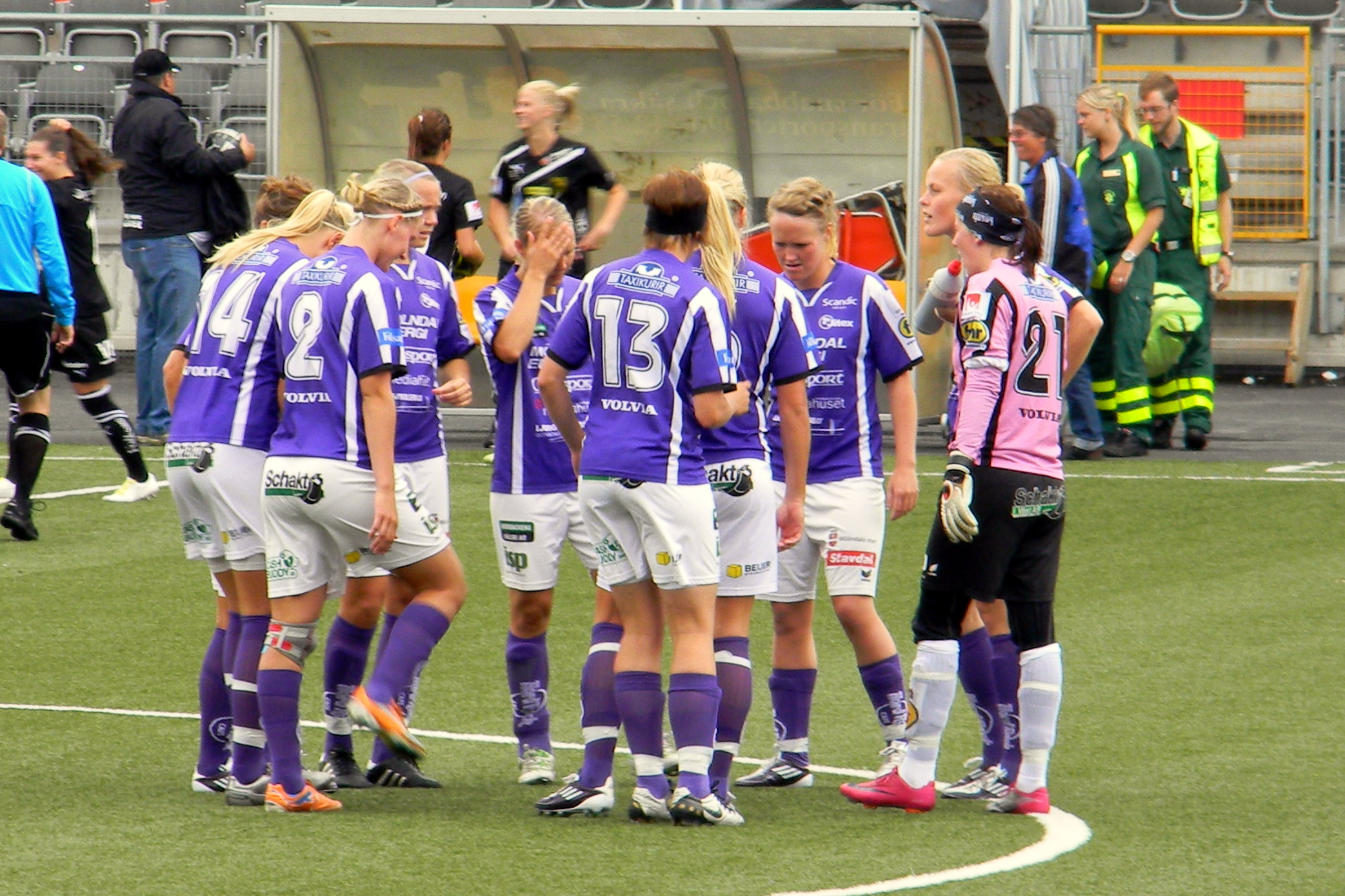
O Jitex BK em 2011.

A Segunda Liga do Campeonato Sueco de Futebol Feminino da temporada de 2015 - Elitettan 2015 –  começa em abril e acaba em outubro de 2015.

## Formato
O campeonato é disputado por 14 clubes, entre os meses de abril e de outubro de 2015.

Os dois primeiros classificados sobem à Damallsvenskan, e os quatro últimos descem à Divisão 1 Feminina. 

## Clubes participantes
| Clube            | Localidade     |
| ---------------- | -------------- |
| Bollstanäs SK    | Upplands Väsby |
| Djurgårdens IF   | Stockholm      |
| Hovås Billdal    | Hovås          |
| Limhamn Bunkeflo | Malmö          |
| IFK Kalmar       | Kalmar         |
| IK Sirius        | Uppsala        |
| Jitex BK         | Mölndal        |
| Kungsbacka DFF   | Kungsbacka     |
| Kvarnsvedens IK  | Borlänge       |
| Lidköpings FK    | Lidecopinga    |
| QBIK             | Karlstad       |
| Sunnanå SK       | Skellefteå     |
| Älta IF          | Älta           |
| Östersunds DFF   | Östersund      |

- Fonte: SvFF – Federação Sueca de Futebol [4]